# AW 149
AgustaWestland AW149, скорочено AW 149 — багатоцільовий військовий гелікоптер середньої вантажопідйомності, розроблений компанією AgustaWestland, нині Leonardo, запущений у виробництво в 2006 році.
20 червня 2011 року AgustaWestland анонсувала AW189, цивільну розробку AW149, на службу в 2013 році.

## Технічні характеристики

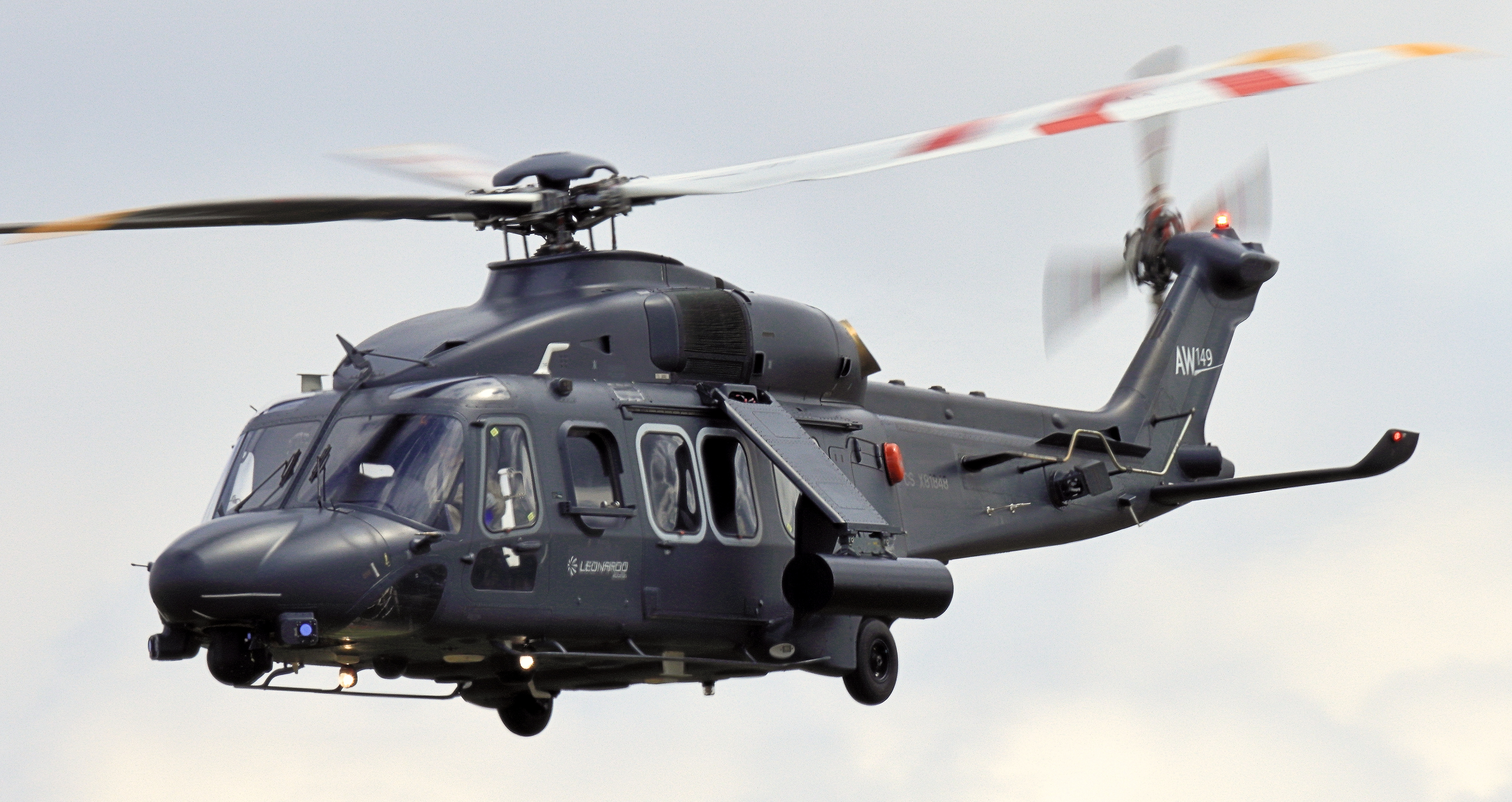
AgustaWestland AW149

AW149 є багатоцільовим військовим гелікоптером, здатним виконувати польоти вдень і вночі.
- Максимальна злітна маса: 8300 кг (можливе збільшення до 8600 кг).
- Максимальна швидкість вертольота: 313 км/год, крейсерська: 287 км/год.
- Максимальна дальність: 958 км, максимальна дальність польоту: 4 години. і 55 хвилин.
- AW149 може взяти на борт 19 пасажирів. Екіпаж складається з 2 осіб, але основні завдання може виконувати один пілот.

## Оператори

### Польща

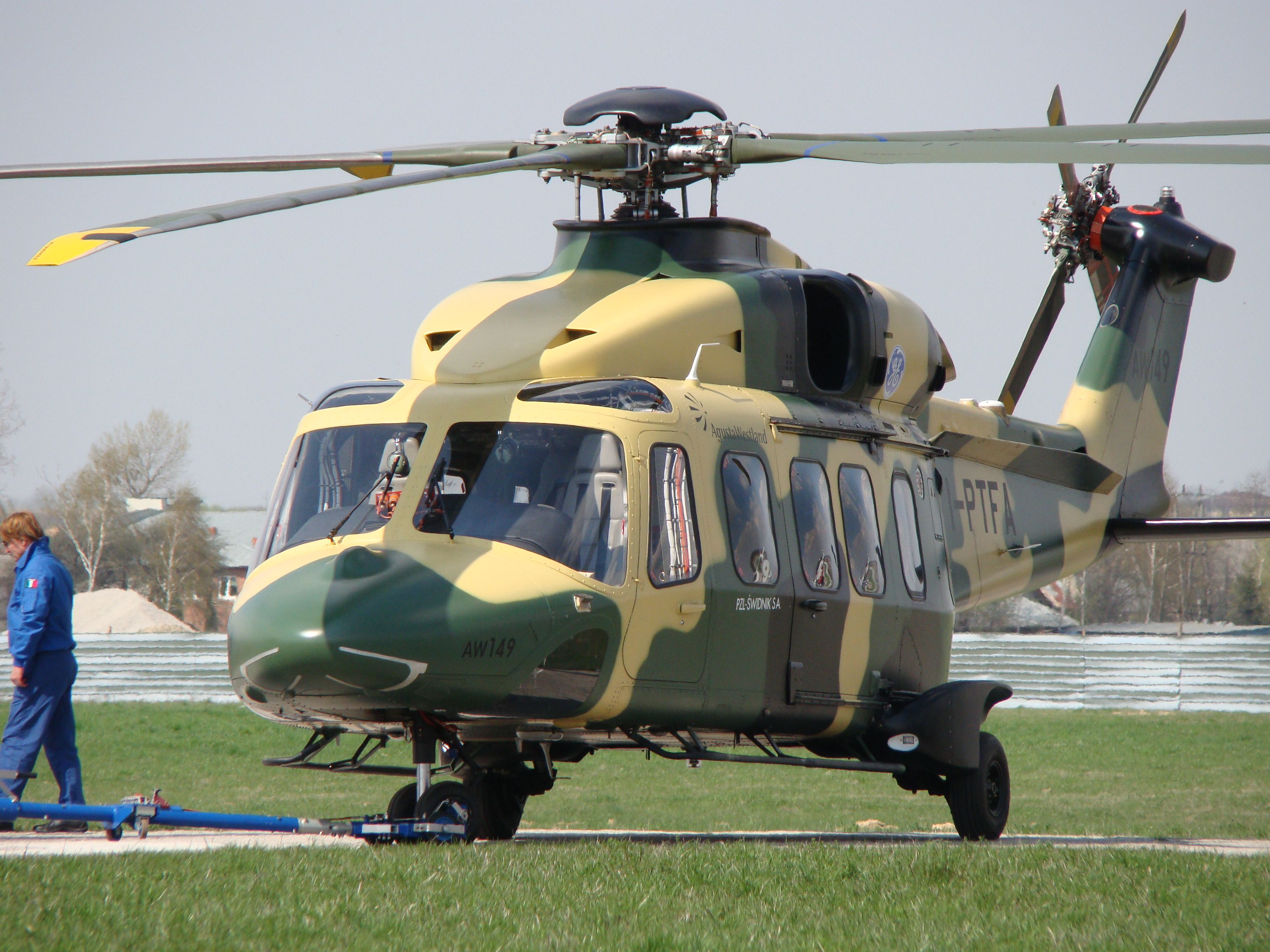
AgustaWestland AW149

Влітку 2022 року Уряд Польщі погодив контракт на закупівлю 32 вертольотів AW 149 для своїх Сухопутних військ. Йдеться про вертольоти, які будуються в рамках групи Leonardo, до складу якої входить PZL Świdnik.
Також до контракту входить устаткування для наземного обслуговування вертольотів і навчально-тренажерне обладнання. Угода передбачає комплексну підготовку пілотів та технічного персоналу. Ці гелікоптери використовуватимуть для транспортування, підтримки військ з повітря, а також для евакуації та пошукових операцій. Вертольоти замовлятимуть у важчий версії, вони будуть оснащені протитанковими керованими ракетами Hellfire.
Гелікоптери мають бути поставлені в 2023—2029 роках. Перші борти надійдуть вже наступного року. Вартість угоди — близько 1, 8 мільйона доларів (8, 250 млн злотих).

### Північна Македонія
У січні 2024 року Міністерка оборони Північної Македонії, Слав'янка Петровська повідомила, що було прийнято рішення підписати контракт з компанією Leonardo на закупівлю гелікоптерів Leonardo AW169M та AW149.
Всього планується придбати для збройних сил країни вісім гелікоптерів, чотири AW149 та чотири AW169M. Вартість угоди складає 230 мільйонів євро. Гелікоптери увійдуть до  складу Авіаційної розвідувально-штурмової групи Північної Македонії.